# آلبرت اکست
آلبرت اَکست (انگلیسی: Albert Akst؛ ۳۱ اوت ۱۸۹۹ – ۱۹ آوریل ۱۹۵۸) تدوین‌گر اهل ایالات متحده آمریکا بود.
از فیلم‌هایی که وی در آن‌ها نقش داشته‌است، می‌توان به کسی آن بالا مرا دوست دارد، تا زمانی که ابرها کنار بروند و کلاغ سیاه اشاره نمود.
او نامزد دریافت جایزهٔ اسکار بابت تدوین فیلم کسی آن بالا مرا دوست دارد بود.